# Emiliano Papa
Emiliano Ramiro Papa (Acebal, 19 de abril de 1982) é um ex-futebolista argentino que atua como lateral-esquerdo.

## Títulos
Vélez Sársfield
- Campeonato Argentino: 2008–09 (Clausura)